# Litteraturåret 1880

## Nya böcker

### A – G
- Boule de Suif av Guy de Maupassant
- Bröderna Karamazov av Fjodor Dostojevskij
- Den experimentella romanen av Émile Zola
- Drammen og vakre historier derfra av Jonas Lie
- For scenen av Alexander Kielland
- Garman og Worse av Alexander Kielland
- Grabows Kat av Jonas Lie

### H – N
- L'Âne av Victor Hugo
- Nana av Émile Zola[1]
- Niels Lyhne av J.P. Jacobsen
- Nya dikter av Carl David af Wirsén
- Nye novelletter av Alexander Kielland

### O – U
- Religions et religion av Victor Hugo
- Rutland av Jonas Lie

### V – Ö
- Vid vägkanten I av Amanda Kerfstedt

## Födda
- 16 februari – Hjalmar Lundgren, svensk författare.
- 26 februari – Karin Smirnoff, finlandssvensk författare och dramatiker.
- 17 maj – Gustav Hedenvind-Eriksson, svensk författare.
- 26 juli – Bror Abelli, svensk regissör, skådespelare, sångare, författare och biografägare.
- 27 juni – Helen Keller, amerikansk författare, aktivist och föreläsare.
- 26 augusti – Guillaume Apollinaire, fransk författare.
- 14 oktober – Vilhelm Ekelund, svensk författare.
- 6 november – Robert Musil, österrikisk författare.
- 25 november – Leonard Woolf, brittisk författare.
- 20 december – Cora Sandel (pseudonym för Sara Fabricius), norsk författare.
- 26 december – Gösta Sjöberg, svensk journalist, tidningsman, författare och manusförfattare.

## Avlidna
- 10 mars – Thekla Knös, 64, svensk författare.
- 8 maj – Gustave Flaubert, 58, fransk författare.

### Fotnoter
1. ↑  ”World Cat”. http://www.worldcat.org/title/nana/oclc/77218441&referer=brief_results. Läst 13 april 2011.